# Luchthaven Cape Palmas
Luchthaven Cape Palmas (IATA: CPA, ICAO: GLCP) is een luchthaven in Greenville, Liberia. De luchthaven ligt 20 meter boven zeeniveau.
De Geografische coördinaten zijn: 4 graden, 22 minuten NB (4.368) & 7 graden, 42 minuten, WL (-7.700). De tijd is UTC+0, waardoor het in de zomertijd twee uur vroeger is in Greenville dan in Nederland en België. 